# الحبيل (الرضمة)

تعديل مصدري - تعديل

الحبيل محلة تابعة لقرية بيت العباب، التابعة لعزلة يحير بمديرية الرضمة إحدى مديريات محافظة إب في الجمهورية اليمنية.، بلغ تعداد سكانها 182 حسب تعداد اليمن لعام 2004.